# Quadrat Bottrop

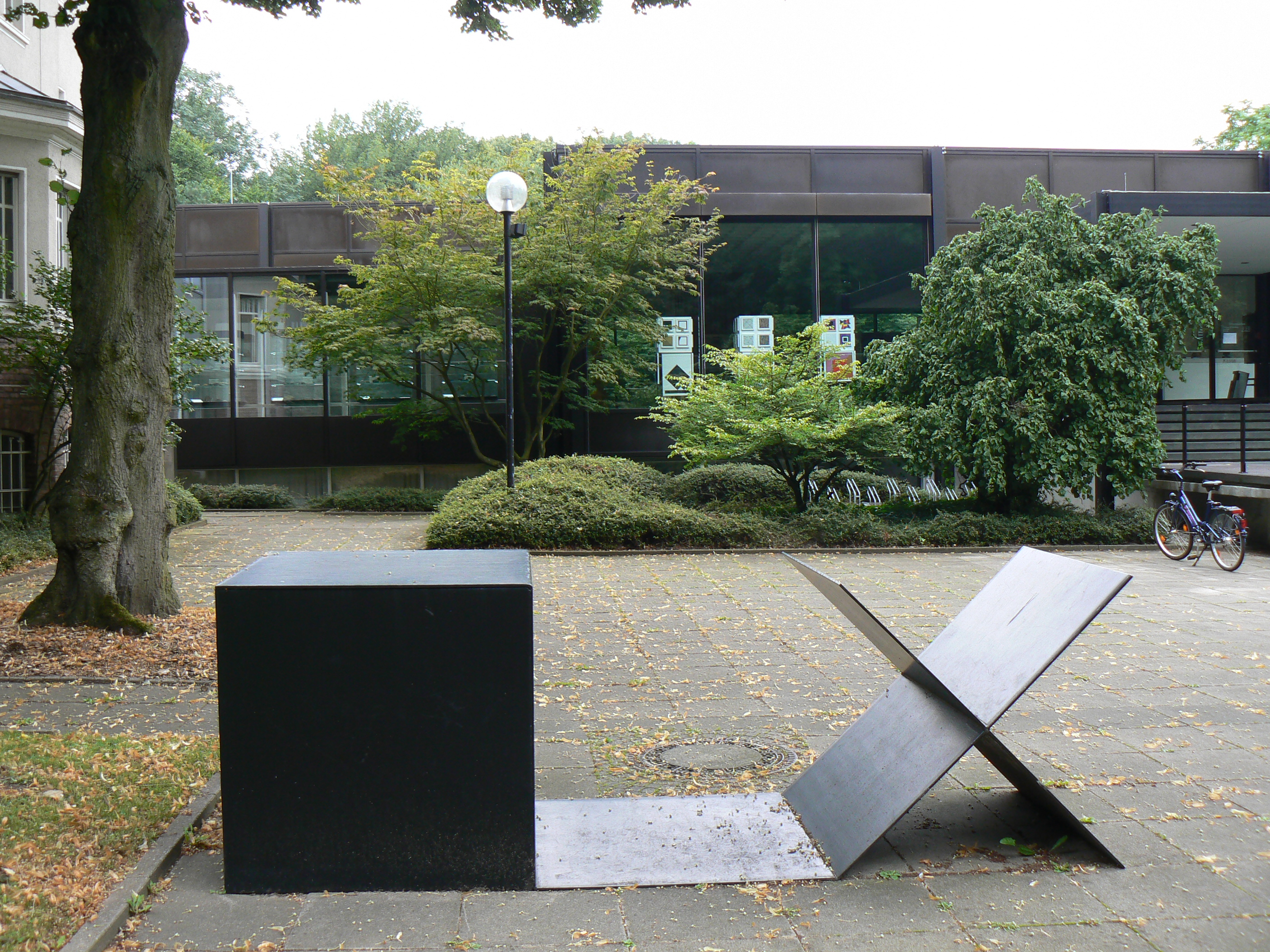
Quadrat Bottrop met werk van Friedrich Gräsel

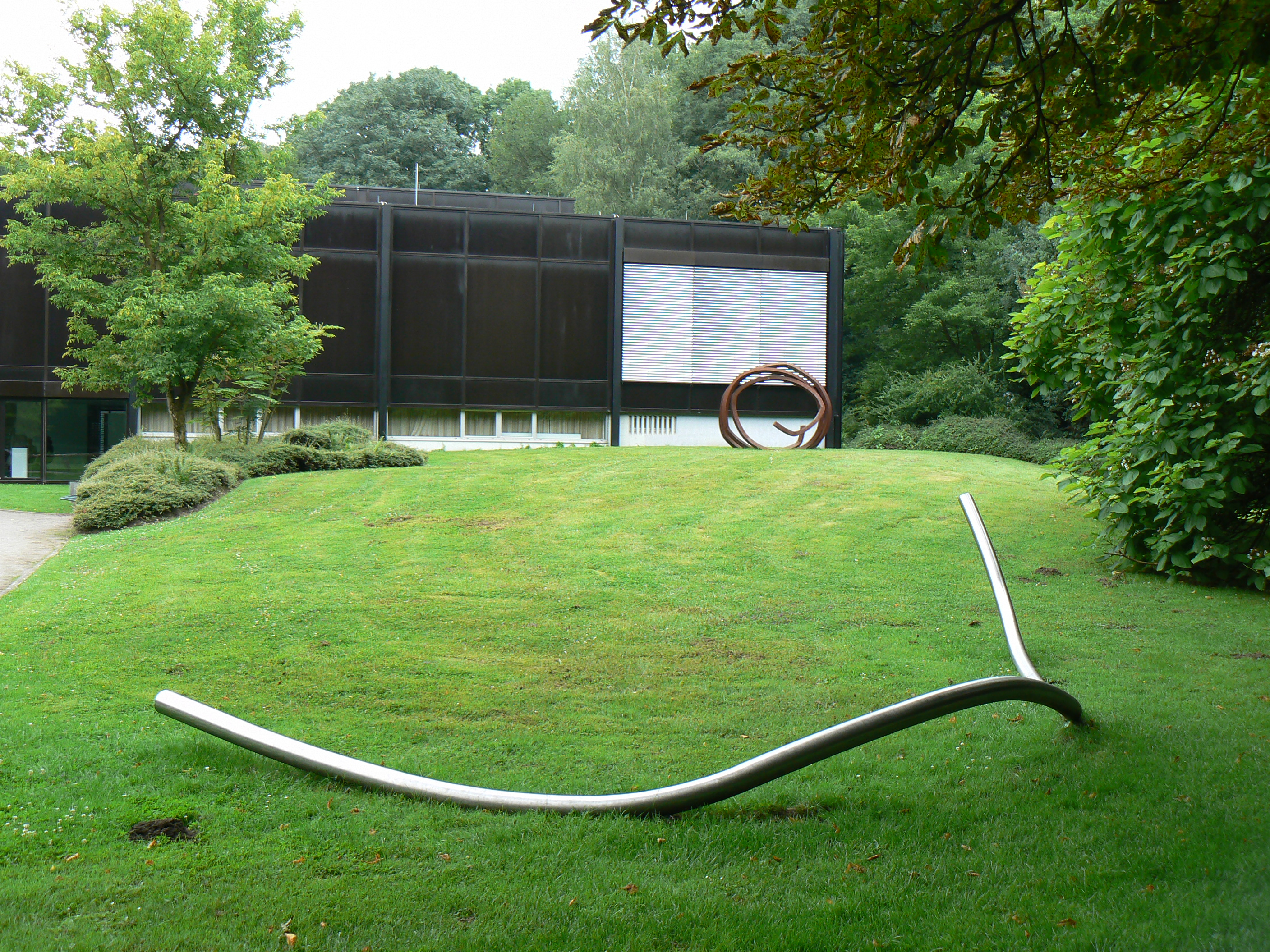
Quadrat Bottrop met werk van Norbert Kricke

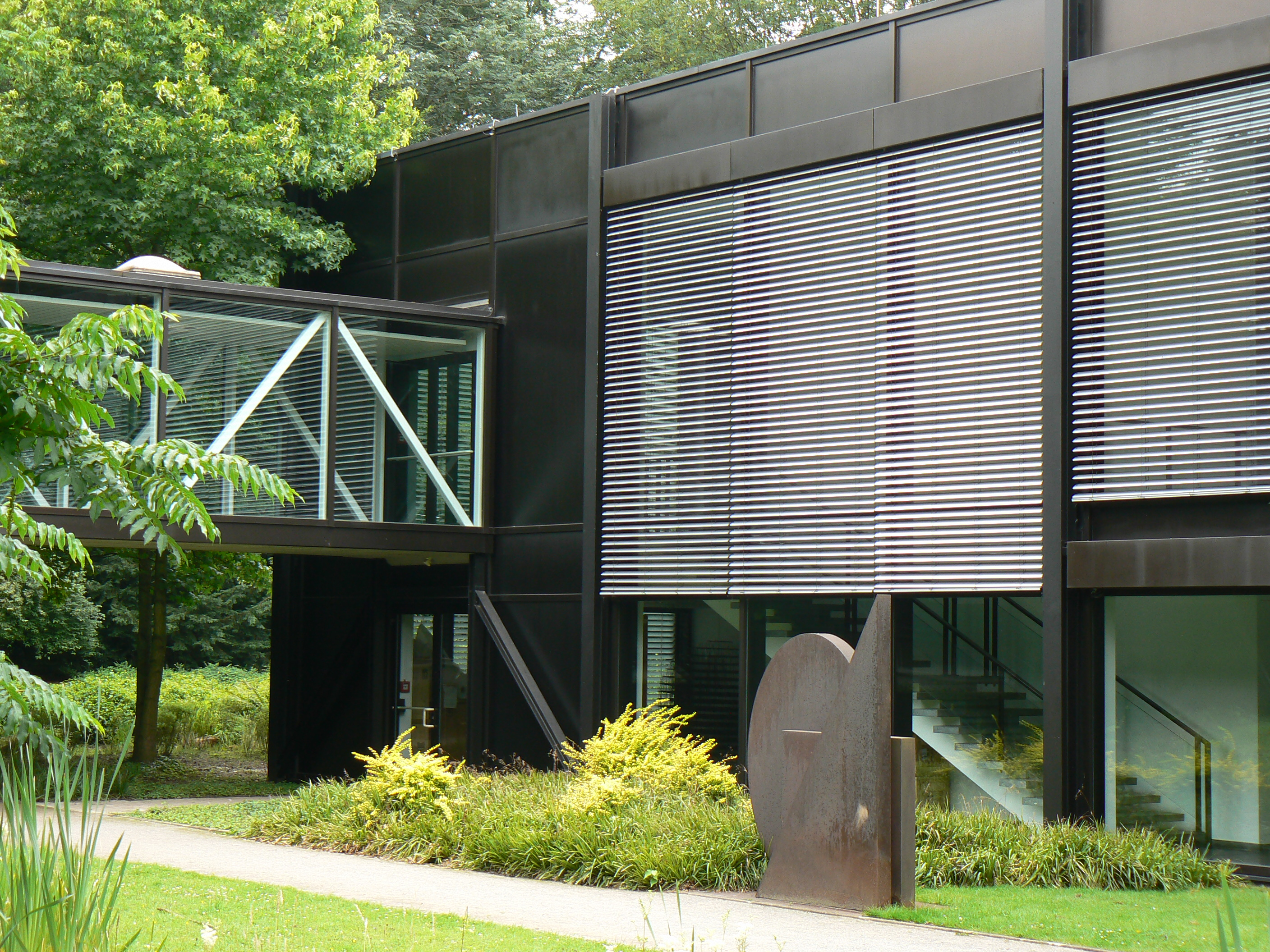
Quadrat Bottrop, verbindingsbrug met het Josef Albers Museum

Quadrat-Bottrop is een museumcomplex met beeldenpark in het stadspark van Bottrop in de Duitse deelstaat Noordrijn-Westfalen.

## Josef Albers Museum
Belangrijkste deel van het museumcomplex wordt ingenomen door het Josef Albers Museum, waar een permanente tentoonstelling is te zien van de beeldend kunstenaar Josef Albers (1888-1976). Het museum heeft een waardevolle collectie werken van de Bauhaus-kunstenaar, die zich in zijn werk op wetenschappelijke wijze heeft beziggehouden met het fenomeen kleur. De museumcollectie bestaat voornamelijk uit een gift van de weduwe van Albers, Anni Albers: 85 schilderijen en 250 stuks grafiek.

## Het gebouw
Het gebouwencomplex Quadrat is een ontwerp van de architect Bernhard Küppers. De naam Quadrat verwijst in de eerste plaats naar de beroemde serie „Hommage to the Square“ (1963) van Albers en in de tweede plaats naar de plattegrond van het gebouw. Ook speelt een rol, dat vier musea deel uitmaken van het complex. Naast het Josef Albers Museum zijn dat:
- Het Archeologisch en Historisch Museum
- De Studio Galerie
- De Moderne Galerie (met een eigen collectie werken van constructivisme en concrete kunst)

In deze laatste twee vinden regelmatig wisseltentoonstellingen plaats van Duitse en internationale constructivistische kunstenaars.

## Het beeldenpark
De collectie sculptures van de Moderne Galerie, die zich in het beeldenpark bevindt, omvat werken van constructivistische kunstenaars, zoals Friedrich Gräsel, Walter Dexel, Erwin Heerich, Hans Steinbrenner, Ernst Hermanns, Max Bill, Hermann Glöckner, Bernar Venet, Marcello Morandini, Norbert Kricke, George Rickey en Donald Judd.